# Аимофила Штольцманна
Аимофила Штольцманна (лат. Rhynchospiza stolzmanni) — вид воробьиных птиц из семейства Passerellidae. Подвидов не выделяют.

## Название
Видовое название присвоено в честь польского исследователя Яна Штольцмана (1854—1928).

## Распространение
Эндемики южноамериканского региона Тумбес. Обитают в Эквадоре и Перу. В границах своего ареала вид достаточно обычен.

## Биология
Питаются семенами и насекомыми. Добычу ищут на земле.